# Thomas van Villanova

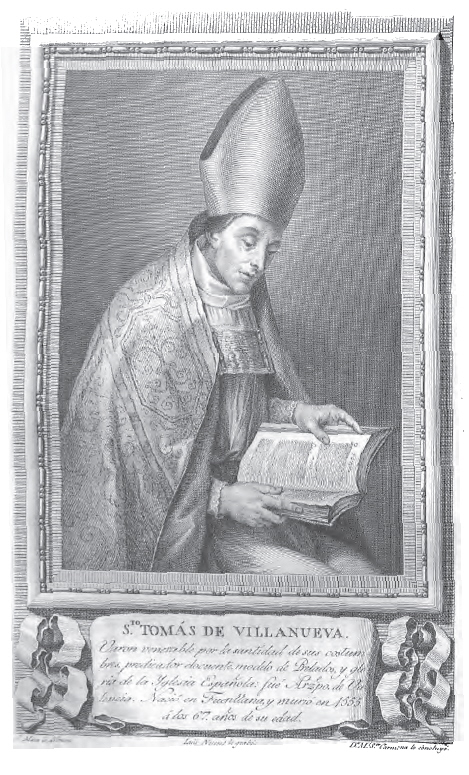
Thomas van Villanova door José Maea.

Thomas van Villanova of van Villanueva, geboren als Tomás García Martínez, (Fuenllana, 1488 - Valencia, 8 september 1555) was een Spaanse augustijn, theoloog, filosoof en aartsbisschop. Hij wordt vereerd als rooms-katholieke heilige.

## Levensloop
Thomas groeide op in Villanueva de los Infantes in de Spaanse provincie Ciudad Real. Hoewel hij uit een rijke familie kwam, liep hij dikwijls zonder kleren, omdat hij deze weggegeven had aan de armen. Hij studeerde de artes en theologie aan de universiteit van Alcalá de Henares en werd daar leraar. In 1516 trad hij in in de orde der augustijnen in Salamanca. In 1518 werd hij priester gewijd. In de orde was hij achtereenvolgens prior, generaal-visitator en provinciaal prior. Tevens was hij professor aan de universiteit en biechtvader bij keizer Karel V.
Thomas stond bekend om zijn grote persoonlijke strengheid. Zo verkocht hij zijn strooien matras om het geld aan de armen te geven. Hij deed veel goed voor arme kinderen, arme vrouwen en zieken. Ook werkte hij aan meer structurele oplossingen voor de armoede, door bijvoorbeeld mensen aan werk te helpen. 
In 1533 zond hij de eerste augustijner paters uit naar Mexico. Bij het opdragen van de heilige Mis kreeg hij mystieke ervaringen. Karel V bood hem de post aan van aartsbisschop van Granada, maar hij weigerde. In 1544 weigerde hij eveneens het ambt van aartsbisschop van Valencia, doch zijn overste gebood hem nu deze post op zich te nemen. Samen met zijn hulpbisschop Juan Segriá wist Thomas van Villanova het bisdom goed te reorganiseren. Hij zette een college op voor bekeerlingen uit de Moren en verder ontwikkelde hij een effectief plan voor sociale ondersteuning en charitas.
Thomas was een groot predikant. Zijn Preek over de Liefde van God is een schoolvoorbeeld van het stichtend spreken van de zestiende eeuw. Karel V zou bij een van zijn preken hebben uitgeroepen: "Deze monseigneur kan zelfs stenen doen bewegen!" Hij had voorts een grote devotie tot de Maagd Maria, wier hart hij vergeleek met de brandende, doch niet verterende braamstruik. In 1547 wijdde hij Sint-Luis Beltrán tot priester. Hij stierf in 1555 op de leeftijd van 67.

## Verering
Thomas van Villanova werd heilig verklaard door paus Alexander VII op 1 november 1658. Zijn gedachtenis wordt gevierd op 8 en 22 september.
- Bibsys: 13055763
- Biblioteca Nacional de España: XX1137785
- Bibliothèque nationale de France: cb130243076 (data)
- Catàleg d'autoritats de noms i títols de Catalunya: 981058515209906706
- Gemeinsame Normdatei: 11902313X
- International Standard Name Identifier: 0000 0001 1691 7110
- Library of Congress Control Number: n88110510
- Nationale Bibliotheek van Tsjechië: hka2018985357
- Nederlandse Thesaurus van Auteursnamen: 071123806
- Réseau des bibliothèques de Suisse occidentale: 02-A013225069
- Istituto Centrale per il Catalogo Unico: BVEV068547
- SNAC: w6g17zhg
- Système universitaire de documentation: 059943424
- Virtual International Authority File: 100217282
- WorldCat: E39PBJgCGvd6Gm3HbJ6JPDyGHC